# Sociale dissolutie
Sociale dissolutie (Spaans: disolución social) was een misdaad in het Mexicaanse wetboek van strafrecht.
De omschrijving stond in artikel 145 van het wetboek:
145 bis: De buitenlander of Mexicaan die in gesproken of geschreven vorm of door middel van symbolen of andere vormen propaganda verspreidt onder buitenlanders of Mexicanen, ideeën, programma's of daden verspreidend van enige buitenlandse regering die de openbare orde of de soevereiniteit van de Mexicaanse Staat aantasten pleegt het delict van sociale dissolutie.
Artikel 146 breidde de misdaad uit met het materieel of moreel voorbereiden van een buitenlandse invasie of onderwerping aan een buitenlandse mogendheid, en in artikel 147 werd vastgesteld dat de bestraffing drie tot zes jaar zou zijn voor Mexicanen en onmiddellijke uitzetting zonder tussenkomst van een rechter voor buitenlanders.
Het verbod op sociale dissolutie was een uitbreiding van artikel 33 van de Mexicaanse grondwet dat politieke inmenging door buitenlanders verbiedt. De wet werd aangenomen in september 1941 door president Manuel Ávila Camacho in het kader van de Tweede Wereldoorlog, om het eenvoudiger te maken diegenen te vervolgen die voor nazi-Duitsland, Italië of Japan spioneerden of propageerden.
Na het einde van de Tweede Wereldoorlog bleef de wet in de boeken staan, en werd het door de Mexicaanse regering gebruikt om politieke tegenstanders het zwijgen op te leggen. Veel communisten kwamen bijvoorbeeld achter de tralies terecht omdat zij beschuldigd werden van het maken voor propaganda voor de Sovjet-Unie. Bekende personen die zijn veroordeeld voor sociale dissolutie waren Carlos Sánchez Cárdenas, Nicandro Mendoza, Demetrio Vallejo, Valentín Campa, Gilberto Rojo Robles, Dionisio Encina, Alberto Lumbreras, Luis H. Álvarez, Sócrates A. Campos Lemus, Miguel Aroche Parra, David Alfaro Siqueiros, Filomeno Mata en Ramón Danzós.
Dikwijls was het schrappen van artikel 145 een van de eisen van protestbewegingen; ironisch genoeg werden veel aanhangers van dergelijke bewegingen juist onder artikel 145 veroordeeld. Op 29 juli 1970 werd de wet ingetrokken, en een groot deel van degenen die ervoor veroordeeld waren vrijgelaten. De wet werd vervangen door een wet die medewerking aan terrorisme aan banden legde, die in de praktijk voor dezelfde doeleinden werd gebruikt.